# Verron Haynes

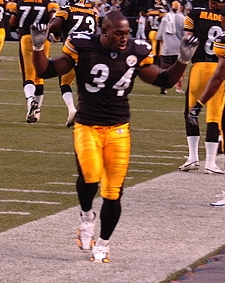
Imagem do jogador de futebol americano estadunidense Verron Haynes.

Verron Haynes é um jogador profissional de futebol americano estadunidense que foi campeão da temporada de 2005 da National Football League jogando pelo Pittsburgh Steelers.